# ［gozen］
『［gozen］』 (ごぜん) は、日本のロックバンド、Kagrraのアルバム。2002年12月11日にPS COMPANYから販売。

## 概要
- Kagrra初のスタジオ・フルアルバム。初回デジパック仕様。
- 伝説上の女性、鈴鹿御前について一志が独自に解釈した世界観を元に構築したコンセプト作品である。
- 2005年にキングレコードから再発されており、その際に作曲クレジットは全曲「作曲: Kagrra」の記載に変更し統一された。

## 収録曲
| 全作詞: 一志、全編曲: Kagrra。 |                                            |           |               |      |
| #                              | タイトル                                   | 作詞      | 作曲          | 時間 |
| 1.                             | 「第一幕: 妖しの光」(あやしのひかり)       | 一志      | Kagrra        | 3:26 |
| 2.                             | 「第二幕: 諷説」(ふうせつ)                 | 一志      | Kagrra        | 3:47 |
| 3.                             | 「第三幕: 異邦境」(いほうきょう)           | 一志      | 楓弥 (Kagrra) | 3:59 |
| 4.                             | 「第四幕: 鬼戦」(きせん)                   | 一志      | 楓弥 (Kagrra) | 3:37 |
| 5.                             | 「第五幕: 秘慥」(ひぞう)                   | 一志      | 楓弥 (Kagrra) | 3:53 |
| 6.                             | 「第六幕: 幻憶」(げんおく)                 | 一志      | 楓弥 (Kagrra) | 3:53 |
| 7.                             | 「第七幕: 骸の砦」(むくろのとりで)         | 一志      | 楓弥 (Kagrra) | 3:22 |
| 8.                             | 「第八幕: 悲恋鬼談」(ひれんきだん)         | 一志      | Kagrra        | 4:18 |
| 9.                             | 「第九幕: 命」(みこと)                     | 一志      | 真 (Kagrra)   | 3:41 |
| 10.                            | 「第十幕: 終焉の季節」(しゅうえんのきせつ) | 一志      | 白水 (Kagrra) | 5:17 |
| 合計時間:                      | 合計時間:                                  | 合計時間: | 39:13         |      |

## ストーリー
第一幕「怪しの光」
異形の存在が蔓延る世に、突如災いをもたらす「光」が現れる。正体の分からないその「光」は軌跡を描き、鈴鹿山へと向かい飛んでいく。
第二幕「諷説」
災いをもたらす「光」の討伐を朝廷から命ぜられた坂之上田村麻呂は、大軍を率いれ霧の立ちこめる鈴鹿山へと向かうが、見知らぬ力によって惑わされ道を見失ってしまう。坂之上は父親の言葉を思い出し、神仏に祈りを捧げる。祈りは天に届き、「光」の描く軌跡の先への道が開かれた。
第三幕「異邦境」
開かれた道を進み「光」を追っていくと、そこに広がっていたのは目が眩むほど艶やかな光景で、昔話で聞いた「崑崙の地」のような場所であった。まるで極楽にいるかのような不思議な感覚に酔いしれつつも、歩いたその先に現れたのは御殿。神仏の力を借り、坂之上は御殿へと攻める。
第四幕「鬼戦」
御殿にいたのは、美しい姿をした鈴鹿御前なる女性であった。しかし、その風貌はみるみると変わり鬼としての本性を現す。坂之上率いる大軍は鈴鹿御前と一戦を交えるが、一太刀を与え切り裂いた十二単から覗く彼女の鉛色の身体に気付いた坂之上は攻撃の手を止める。鈴鹿御前の身体は機械仕掛けとなっていた。
第五幕「秘慥」
やがて鈴鹿御前は自分の体の訳をとうとうと語りだした。元は生きた人間だったものの、大嶽丸という鬼に魂と共にこのような姿に変えられてしまったこと。愛も夢も持たず生き、神にさえ疎まれた存在であることを。
第六幕「幻憶」
生前の記憶も皆無で、今はもう心すらなく、痛みも温もりも感じない身体になってしまったが、機械仕掛けであるため死んで土に還ることさえ出来ないことを語り嘆く鈴鹿御前。坂之上は、真に倒すべき相手は大嶽丸であると理解し討伐へと向かう。そして、このとき二人には敵意とは別の感情が動きはじめていたが、互いにそれに気付くことができずにいた。
第七幕「骸の砦」
鈴鹿御前を救うため大嶽丸の討伐へと向かう。死骸の山となっていた大嶽丸の砦に攻め込んだ坂之上は朽ち果てるほどの激闘の末、ついに大嶽丸の首を撥ね飛ばす。討伐に成功した坂之上は鈴鹿御前の元へと帰る道を急ぐが、このときすでに彼女の身には異変が起こりはじめていた。
第八幕「悲恋鬼談」
大獄丸を無事に討伐したとの一報を届けに鈴鹿御前の元に戻った坂之上。しかし、大嶽丸の呪いによって保たれていた鈴鹿御前はこの世に形を留めることができなくなっていた。坂之上と鈴鹿御前は、このとき互いに抱きはじめていた感情の正体を知る。それが「愛情」であるということを。最期、鈴鹿御前は人として「愛情」を抱けたことに涙し、坂之上に感謝しながらその存在を消す。
第九幕「命」
そして闇に引き摺りこまれる鈴鹿御前の魂。坂之上は神仏の力を借り、死後の世界へと飛び込む。彼女が抱いていた無念や悲哀を全て受け入れ、現世で共に生きることを決意した坂之上は愛情の力により鈴鹿御前の魂を抱き寄せ現世へと連れ帰る。
第十幕「終焉の季節」
鈴鹿御前を現世に連れ戻すものの、大嶽丸にかけられた呪いが彼女に残っていることが判明する。それは、とある樹に残った最後の一葉が散るまでしか生きられないという短い命であった。葉を揺らす風よ吹かないでくれ、大地を飾る紅葉の季節よ終わらないでくれと願いながらも、坂之上と鈴鹿御前は愛情を抱き、最後の葉が落ちるその時まで幸せに過ごした。

## 参加ミュージシャン
- 一志: Vocal
- 楓弥: Guitar
- 真: Guitar
- 女雅: Bass
- 白水: Drums